# Hrabstwo Pulaski (Missouri)
Hrabstwo Pulaski (ang. Pulaski County) – hrabstwo w stanie Missouri w Stanach Zjednoczonych. Nazwane na cześć Kazimierza Pułaskiego, bohatera wojny o niepodległość Stanów Zjednoczonych.

## Geografia
Według spisu z 2000 obszar całkowity hrabstwa obejmuje powierzchnię 551,41 mil2 (1428,15 km²), z czego 547,02 mil2 (1416,78 km²) stanowią lądy, a 4,39 mil2 (11,37 km²) stanowią wody. Według szacunków United States Census Bureau w roku 2009 miało 46 457 mieszkańców. Jego siedzibą administracyjną jest Waynesville.

### Sąsiednie hrabstwa
- Hrabstwo Miller (północny zachód)
- Hrabstwo Maries (północny wschód)
- Hrabstwo Phelps (zachód)
- Hrabstwo Texas (południe)
- Hrabstwo Laclede (południowy zachód)
- Hrabstwo Camden (zachód)

### Miasta
- Crocker
- Dixon
- St. Robert
- Waynesville